# Eurosta solidaginis
Eurosta solidaginis is een vliegensoort uit de familie van de boorvliegen (Tephritidae). De wetenschappelijke naam van de soort is voor het eerst geldig gepubliceerd in 1855 door Fitch.
De vliegensoort leeft op guldenroede.
De larven maken 's winters weefsel aan dat hen in staat stelt vriestemperaturen te doorstaan. Het bestaat uit geacetyleerd triacylglycerol, waarvan het smeltpunt lager ligt dan bij gebruikelijkere lipiden. Hierdoor isoleert het beter.